# Pilars dels fills de Set
Segons el llibre Antiguitats dels jueus, els Pilars dels fills de Set eren dos pilars on s'anava escrivint tot el coneixement adquirit.
El llibre Antiguitats dels jueus fou escrit per Flavi Josep, un historiador romà del segle i. Segons Josep, quan Adam (el primer home) ja era vell va predir dos cataclismes d'àmbit mundial; primer un de foc i després un d'aigua.
Alguns dels descendents del seu tercer fill Set volien evitar que es perdessin tots els coneixements científics, especialment pel que fa a astronomia i invents. Així van començar la construcció de dos pilars gegantins; un de maó i un de pedra. Segons Flavi Josep, el pilar de pedra encara existia a la seva època i estava ubicat a Siriad, aparentment un lloc d'Egipte.
Al segle xviii, William Whiston va traduir el llibre de Flavi Josep a l'anglès i, després de diversos estudis en història antiga, va afirmar que creia que Josep va assimilar Set a Sesostris, un mític rei d'Egipte que va construir uns pilars enormes.